# 保罗·朱布
保罗·朱布（Paul Jubb，1999年10月31日—），英国男子网球运动员。截止2024年7月，他在ATP挑战巡回赛有1个单打冠军，在ITF男子世界网球巡回赛有8个单打冠军。
他作为南卡羅來納大學网球队一员是2019年NCAA一级男子网球锦标赛男子单打冠军。

## 早期生活
朱布住在赫尔，他4岁在家附近的鹈鹕公园（Pelican Park）打网球时，网球教练乔尼·卡迈克尔（Jonny Carmichael）发现了他。卡迈克尔在朱布青少年时期担任教练，在LTA认可的纳菲尔德健康网球学院（Nuffield Health Tennis Academy）接受训练。
2015年，他在LTA英国国民网球赛（LTA British Nationals）上赢得了16岁以下组男子单打冠军。 

## 职业生涯
贾布在2019年温布尔登网球锦标赛获得单打正赛外卡后首次亮相大满贯正赛，但在首轮遭遇若昂·索萨在第四盘落后的情况下退赛。 他在2019年伊斯特本网球国际赛上首次亮相ATP巡回赛，他赢得两场资格赛后进入正赛，但在第一轮输给了最终的冠军泰勒·弗里茨。2022年他再次获得了温网正赛外卡，但在第一轮中五盘输给了最终的亚军尼克·基里奧斯。
在2024年马略卡网球锦标赛上他获得了正赛资格，并在正赛中击败了两位资格赛选手马克西米利安·马特尔和亚当·沃尔顿首次进入ATP巡回赛半决赛，最终输给赛事冠军本·谢尔顿。他也获得了2024年温布尔登网球锦标赛正赛外卡。

## ATP挑战赛决赛

### 单打: 2 (1-1)
| 结果 | 胜-负 | 日期      | 巡回赛                      | 级别   | 场地     | 对手                   | 比分          |
| ---- | ----- | --------- | --------------------------- | ------ | -------- | ---------------------- | ------------- |
| 胜   | 1–0   | 2022年3月 | 圣克鲁斯-德拉谢拉, 玻利维亚 | 挑战赛 | 泥地     | 胡安·巴勃罗·巴里利亚斯 | 6–3, 7–6(7–5) |
| 负   | 1–1   | 2024年2月 | 格拉斯哥, 英国              | 挑战赛 | 室内硬地 | 克莱芒·希德克          | 6–0, 4–6, 1–6 |

## 备注
1. 1 2  仅统计ATP巡回赛, 网球大满贯正赛和戴维斯杯、拉沃尔杯和奥运会